# Albert Abraham Michelson
Albert Abraham Michelson, nemško-ameriški fizik, * 19. december 1852, Strelno, Posen, Prusija (sedaj Strzelno, Poljska), † 9. maj 1931, Pasadena, Kalifornija, ZDA.

## Življenje in delo
Ko je bil Michelson star 2 leti, je prišel s starši v ZDA. Družina se je odpravila za zahod, kjer je prav tedaj vladala zlata mrzlica. Družina se ni vključila v iskanje rud, ampak je odprla trgovino. Mladi Albert je zaprosil za sprejem v Pomorsko akademijo ZDA. Pri tem ga je podpiral član kongresa, predstavnik Nevade, ki je predsednika Granta opozoril na politično korist usluge, s katero bi si pridobili podporo vplivnega judovskega trgovca na razvijajočem se zahodu. Na akademiji se je Michelson odlikoval v znanostih, v pomorskih vedah pa je bil precej pod povprečjem. Diplomiral je leta 1873 in ostal do konca desetletja na akademiji kot profesor, vendar pri tem ni imel omembe vrednega uspeha. Raziskoval je v eksperimentalni fiziki. 
Leta 1878 se je začel ukvarjati z delom, kateremu je posvetil vse življenje. Leta 1879 je prvič in pozneje še nekajkrat točno izmeril svetlobno hitrost c. Pri tem je sodeloval z Newcombom. Prvi je meril svetlobno hitrost Rømer, sledili so mu Bradley, Foucault in Fizeau. Michelson je sklenil, da jih bo s svojo doma narejeno napravo prekosil. Uporabil je Foucaultov postopek z nekaterimi manjšimi izboljšavami in že objavil svoje prve rezultate. Dobil je vrednost 299.860.000 ± 60.000 m/s. Vrednost je bila do tedaj nedosegljiva. Iz tega podatka so preko konstante aberacije 20,47" ± 0,02" našli vrednost za Sončevo paralakso 8,80" ± 0,01". Rezultati so se odlično ujemali z vrednostmi, določenimi na druge načine. Zavedal se je, da bi se moral izpopolniti v optiki, če bi želel svoje delo še izboljšati. Odpravil se je v Nemčijo in Francijo. Ko se je vrnil, je zapustil mornarico in sprejel mesto profesorja za fiziko na Caseovi šoli za uporabno znanost v Clevelandu. Leta 1881 je sam sestavil interferometer z denarno pomočjo A. G. Bella. Zamisel za ta poskus je 6 let prej objavil Maxwell. Prvi poskus v Helmholtzovem laboratoriju v Berlinu ni dal nobene interference. Svojo napravo je dopolnjeval in jo preskusil glede na mogoče in nemogoče izvore eksperimentalnih napak. Leta 1887 je ponovno skupaj z Morleyem poskušal izmeriti hitrost Zemlje glede na eter. Vselej pa je dobil za hitrost svetlobe v praznem prostoru na Zemlji enako vrednost, ne glede na smer, v kateri je meril. Vse do danes ni nihče odkril nobene razlike v svetlobni hitrosti. Michelson-Morleyjev poskus je prišel v zgodovino znanosti kot eden najslavnejših in najpomembnejših neuspešnih poskusov vseh časov. 
Leta 1882 je bil pripravljen za drug poskus merjenja svetlobne hitrosti. Dobil je vrednost 299.853.000 m/s in ta vrednost je za celo generacijo obveljala kot najboljša. Izboljšal jo je spet sam. Navzlic uspehu Michelson-Morleyjevega poskusa je v uvodu o fiziki v poročilu Univerze v Chicagu za leto 1898-1899 pisalo, da so osnove fizike postavljene tako trdno, da preostaja na tem področju fizikom le še določanje 6 decimalke za vrednosti raznih naravnih konstant. In to v času, ko je neuspeh njunega poskusa obrnil dobršen del fizike na glavo. Predstojnik fizikalnega oddelka na Univerzi v Chicagu je bil tedaj Michelson. Izid poskusa je postavil na glavo predvsem vse teorije o etru. Mach ga je takoj zavrnil. Treba je bilo pojasniti, kako da je svetlobna hitrost v vseh smereh enaka, navkljub očitnemu gibanju Zemlje. Fitzgerald je pojasnil, da bi se dolžine teles spreminjale v odvisnosti od njihove hitrosti, svetlobna hitrost pa bi bila zaradi tega vedno in povsod v praznem prostoru enaka. Vprašanje je rešil Einstein leta 1905 z objavo posebne teorije relativnosti (PTR). V njej je osnovni privzetek načelo o nespremenljivosti svetlobne hitrosti v vakuumu. Eter je postal odveč. Michelson se do konca ni sprijaznil s PTR. 
Za svoje znanstvene dosežke na področju optike je Michelson leta 1907 kot prvi ameriški fizik prejel Nobelovo nagrado za fiziko. Tega leta je prejel tudi Copleyjevo medaljo Kraljeve družbe iz Londona.
Razvil je optične naprave za spektroskopske in meroslovne raziskave. Svoj interferometer je uporabil tudi v astronomiji. Izmeril je kotno širino velikih Jupitrovih satelitov. Njihovo velikost je mogoče izmeriti tudi neposredno. V ta namen je leta 1891 Michelson maskiral dele 300 mm zrcalnega daljnogleda na Observatoriju Lick in opazoval interferenčne vrhove Jupitrovih satelitov. Na osnovi tega je lahko sklepal na njihovo kotno velikost. Ugotovil je, da so reda velikosti ločne sekunde. V tistem času mu ni prišlo na misel, da bi svoj postopek uporabil tudi pri zvezdah. Kasneje se je spominjal, da je začasno opustil to 'lepo in enostavno metodo' zato, ker se je bal, da bo Zemljina turbulenca uničila kakršenkoli poskus opazovanja vrhov zvezd. Toda leta 1919 je pri preskušanjih na observatorijih Yerkes in Mt. Wilson presenečen odkril, da je celo pri slabi vidljivosti dobil jasne in razmeroma mirne ekstreme. 
Z boljšimi daljnogledi je leta 1920 poskusil izmeriti tudi kotne premere zvezd. Tega z neposrednim opazovanjem še do danes ni uspelo nikomur. Najprej so izmerili razdaljo 0,05" med Kapelinima komponentama tako, da so primarno zrcalo razdelili na posamezne pasove. Najpomembnejše je bilo spoznanje, da lahko interferenčne vrhove vidimo navkljub zračni turbulenci. Vrhovi so se sicer hitro premikali (migljali), vendar so jim izurjeni astronomi lahko sledili z očmi. Ko so vrteli osnovno lego med obema odprtinama, so lahko z zelo veliko točnostjo celo določili lego para obeh Kapelinih komponent. Michelson in Anderson sta odkrila sicer grob a učinkovit način, kako premagati slabo vidljivost zaradi turbulence. Michelson je že v času svojih prvih poskusov, ko je delil na manjše dele 2500 mm zrcalo, razmišljal o naslednjem velikem koraku, da bi sestavil svetlobo z dveh različnih daljnogledov. S 7 m (6 m) interferometrom nameščenim pred 2500 mm zrcalnim Hookerjevim daljnogledom je tako 13. decembra 1920 skupaj s Peasejem in sodelavci določil navidezni premer Betelgeze na 0,05". Ta presenetljiv dosežek se je pojavil celo na prvi strani New York Timesa, kar je bilo v tistih časih redka čast za znanstveno odkritje. (glej Anderson, Pease). Le kombinacija z dvema popolnoma ločenima daljnogledoma takrat ni bila uspešna, ker tehnične možnosti tistega časa tega niso dopuščale. Minilo je skoraj 50 let, preden je zanesenjaški Labeyrie poleti 1974 prvič zagledal zvezdne interferenčne vzorce. Michelson je še pred temi interferenčnimi meritvami navideznih premerov zvezd tudi predlagal, da bi za mednarodni standard za dolžino vpeljali valovno dolžino svetlobe namesto palice iz platine in iridija v pariškem zavodu za mere in uteži. Najprej je mislil, da bi bila primerna rumena črta v natrijevem spektru, pozneje pa se je pokazalo, da bi bila primernejša rdeča črta, ki jo seva razžarjeni kadmij. Leta 1893 je premeril meter s kadmijevo rdečo črto. Za dolžinski standard je bila sprejeta valovna dolžina svetlobe šele leta 1960. Tedaj so sklenili, da se namesto kadmijeve črte uporabi črta iz spektra žlahtnega plina kriptona, ki ga leta 1893 še niso poznali. 
Michelson je leta 1892 postal predstojnik oddelka za fiziko na Univerzi v Chicagu kjer je ostal do upokojitve. Med letoma 1923 in 1927 je bil predsednik Narodne akademije znanosti. Leta 1923 se je vrnil k problemu iz mladih let, k točni določitvi svetlobne hitrosti. V kalifornijskih gorah je premeril razdaljo 22 milj med dvema vrhoma na 1 palec točno. Uporabil je posebno osmerokotno vrteče se zrcalo, ki mu ga je izdelal prijatelj Sperry in leta 1927 objavil vrednost 299.798.000 m/s. Poskusil je še enkrat, ko je uporabil dolgo cev, iz katere je lahko izčrpal zrak, da je zares neposredno meril svetlobno hitrost v praznem prostoru. Svetlobo je s sestavom zrcal večkrat odbil, tako da je njena celotna pot v cevi znašala več kot 10 milj. Takrat je bil že hudo bolan in ni dočakal dokončnih meritev. Leta 1933, že po njegovi smrti, so objavili končni rezultat, 299.774 km/s. Dolgo je veljala vrednost 299.792.500 m/s, ki leži med obema zadnjima Michelsonovima vrednostima. Danes je sprejeta vrednost 299.792.458 m/s. 
Z mikroskopom je meril tudi vodno gladino v železni cevi. Meritev je bila tako točna, da je bilo mogoče meriti plimsko dviganje vode v cevi, nihanja gladine za 4 mikrone. Iz tega rezultata se da izpeljati jakost privlačnih sil Sonca in Lune na Zemlji prav tako dobro, kot če bi merili plimo oceana. Dokazal je, da se tudi trdna zemeljska površina odziva na plimske sile in sicer niha za 35 cm ob najvišji plimi.

## Priznanja

### Nagrade
Kraljeva astronomska družba (RAS) mu je leta 1923 podelila zlato medaljo.